# ريتشارد إيغان
ريتشارد إيغان (بالإنجليزية: Richard Egan (actor))‏ (و. 1921 – 1987 م) هو ممثل، وبروفيسور (أستاذ جامعي) من الولايات المتحدة الأمريكية . ولد في سان فرانسيسكو .
توفي في لوس أنجلوس .بسبب سرطان الموثة .

## التعليم
تعلم في جامعة ستانفورد.

## مناصب وهيئات
أدار جامعة نورث وسترن في.

## روابط خارجية
- ريتشارد إيغان على موقع IMDb (الإنجليزية)
- ريتشارد إيغان على موقع تيرنر كلاسيك موفيز (الإنجليزية)
- ريتشارد إيغان على موقع أول موفي (الإنجليزية)
- ريتشارد إيغان على موقع قاعدة بيانات برودواي على الإنترنت (الإنجليزية)
- ريتشارد إيغان على موقع قاعدة بيانات الأفلام السويدية (السويدية)
- ريتشارد إيغان على موقع إن إن دي بي (الإنجليزية)
- ريتشارد إيغان على موقع قاعدة بيانات الفيلم (الإنجليزية)